# Kraviće
Kraviće (cyr. Кравиће) – wieś w Serbii, w okręgu raskim, w gminie Raška. W 2011 roku liczyła 139 mieszkańców.